# Hovinsaari (Kotka)
Pour les articles homonymes, voir Hovinsaari.
Hovinsaari est un quartier de la ville de Kotka en Finlande.

## Présentation
Le quartier Hovinsaari est situé au nord de l'île de Kotkansaari et il comprend l’ancienne île Hietanen qui est maintenant une zone portuaire.
Parmi les bâtiments remarquables: l'hôpital central de la vallée de la Kymi, l'école de Hovinsaari et le bâtiment de l'usine de papier de Hovinsaari.
Hovinsaari compte 2 270 habitants en 2016.